# Chesapeake Icebreakers
Die Chesapeake Icebreakers waren eine US-amerikanische Eishockeymannschaft aus Upper Marlboro, Maryland. Das Team spielte von 1997 bis 1999 in der East Coast Hockey League.

## Geschichte
Die Chesapeake Icebreakers wurden 1997 als Franchise der East Coast Hockey League gegründet. Nachdem die Mannschaft in ihrem Premierenjahr bereits in der ersten Playoff-Runde ausgeschieden war, unterlag sie in der Saison 1998/99 nach einem Freilos und einem Sieg über Columbus Chill erst in der dritten Runde um den Kelly Cup dem Gegner Roanoke Express mit 1:3 Siegen in der Best-of-Five-Serie. Obwohl sie in beiden Spielzeiten die Playoffs erreichten, wurden die Icebreakers von den regionalen Medien kaum bis gar nicht beachtet, was zu einem niedrigen Zuschauerinteresse führte. Aus diesem Grunde wurde das Franchise von seinen Besitzern 1999 nach nur zwei Jahren nach Jackson (Mississippi) umgesiedelt, wo es in den folgenden Jahren unter dem Namen Jackson Bandits am Spielbetrieb der ECHL teilnahm.

## Saisonstatistik
Abkürzungen: GP = Spiele, W = Siege, L = Niederlagen, T = Unentschieden, OTL = Niederlagen nach Overtime SOL = Niederlagen nach Shootout, Pts = Punkte, GF = Erzielte Tore, GA = Gegentore, PIM = Strafminuten
| Saison  | GP | W  | L  | T  | OTL | SOL | Pts | GF  | GA  | Platz         | Playoffs                        |
| 1997/98 | 70 | 34 | 28 | 8  | —   | —   | 76  | 252 | 239 | 3., Northeast | Niederlage in der ersten Runde  |
| 1998/99 | 70 | 34 | 25 | 11 | —   | —   | 79  | 229 | 206 | 4., Northeast | Niederlage in der dritten Runde |

## Team-Rekorde

### Karriererekorde
Spiele: 140  Derek Clancey
Tore: 59  Denny Felsner
Assists: 135  Derek Clancey
Punkte: 184   Derek Clancey
Strafminuten: 472  L. P. Charbonneau

## Bekannte Spieler
- David Aebischer
- Bruce Richardson